# زیری بن عطیه
زیری بن عطیه (انگلیسی: Ziri ibn Atiyya; زاده نامشخص – درگذشت ۱۰۰۱ میلادی) رهبر اتحاد قبیله‌ای و پادشاهی بربر مغراوه در فاس بود.